# توفيق أبو بكر
توفيق أبو بكر (1942-2004) هو سياسي فلسطيني ولد في يعبد، حاصل على درجة البكالوريوس في اللغة العربية وآدابها من جامعة دمشق عام 1966، المدير التنفيذي لملف وكالة العفو الدولية في الأردن في أوائل التسعينات، وعضو في المجلس الوطني الفلسطيني، عاش وعمل في مهنة الصحافة في الكويت (1969-1990).

## الإنجازات
كتب في عدد من الصحف العربية والفلسطينية: صحيفة الدستور الأردنية، والأيام و الشرق الأوسط، وأنشأ مركز جنين للدراسات الإستراتيجية في عمان عام 1997، ومنح جائزة الصحافة العربية من قبل الإتحاد الأوروبي عام 2003.

## كتبه
له العديد من المؤلفات منها :
- فلسطين والعالم، صدر عام1977.
- قضايا الإصلاح والديموقراطية في الأراضي الفلسطينية، صدر عام1994.
- مسيرة التسوية السياسية، صدر عام 1998.